# Nike Shox
Nike Shox — це функція опорної системи в кількох флагманських кросівках Nike, вперше випущених у 2000 році. Конструкція являє собою в основному поліуретанові порожнисті колонки в проміжній підошві, що підтримують п’яту взуття. Більшість моделей включають чотири круглі колонки у формі квадрата для забезпечення стабільності. Пізніші варіації іноді додавали додаткові колонки або змінювалися на трикутні чи прямокутні утворення.

## Історія
У 1984 році дизайнер Брюс Кілгор почав досліджувати дизайн проекту Shox. Кажуть, що натхнення для кросівок прийшло під час перегляду спринтерів у приміщенні, які «підстрибували» після зіткнення з поверхнею доріжки. Розробники Nike експериментували з багатьма матеріалами, які не могли забезпечити бігуну достатню підтримку та повертали лише невелику частину енергії після удару об землю. Зрештою, був розроблений поліуретан як ключовий компонент системи.
Nike випустила перше взуття Shox у 2000 році. Під час Літніх Олімпійських ігор 2000 року популярність бренду зросла, коли гравець збірної США Вінс Картер закинув м'яч збірній Франції в парі Shox BB4, його перших фірмових кросівках з Nike. Влучання Картера дало великий вплив на рекламну стратегію Shox.